# Marty Robbins

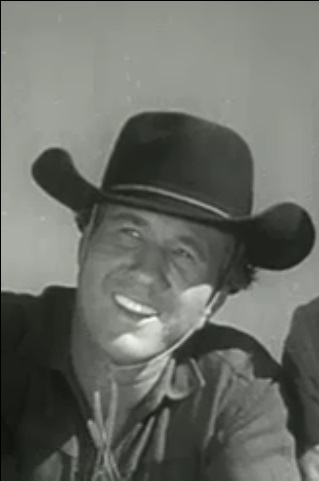
Marty Robbins i filmen Raiders of Old California från 1957.

Marty Robbins, född Martin David Robinson den 26 september 1925 i Glendale i Arizona, död 8 december 1982 i Nashville i Tennessee, var en amerikansk countrysångare, multi-instrumentalist och racerförare.
Robbins var en av USA:s största countrysångare under sin tid. Han lärde sig spela gitarr i armén och slog igenom som artist tidigt 1953. Hans mest kända låt är "El Paso" som var en stor hit 1959–1960. Vid den tiden var den fyra och en halv minuter långa "El Paso" en av de längsta singelsidor som getts ut. Några andra kända låtar med honom är Streets Of Laredo "A White Sport Coat (and a Pink Carnation)" (1957) "The Story of My Life" (1958), "Big Iron" (1960), "Don't Worry" (1961) och "Devil Woman" (1962). Han valdes in i Country Music Hall of Fame 1982, samma år som han avled till följd av en hjärtattack.

## Diskografi (urval)
Marty Robbins spelade in och utgav 52 studioalbum och 100 singlar. Robbins hade 17 nummer 1 hits på Billboard Hot Country Songs och 82 topp 40 singlar.
Album (topp 10 på Billboard 200)
- 1959 – Gunfighter Ballads and Trail Songs (#6)

Album (topp 20 på Billboard Charts, Top Country Albums)
- 1963 – Return of the Gunfighter (#6)
- 1964 – R.F.D. (#4)
- 1966 – Drifter (#6)
- 1967 – My Kind of Country (#9)
- 1967 – Tonight Carmen (#4)
- 1968 – By the Time I Get to Phoenix (#8)
- 1968 – I Walk Alone (#2)
- 1969 – It's a Sin (#6)
- 1969 – Country (#20)
- 1970 – My Woman, My Woman, My Wife (#2)
- 1971 – Today (#15)
- 1971 – Greatest Hits 3 (#5) (samlingsalbum)
- 1972 – This Much a Man (#3)
- 1974 – Good'n Country (#7)
- 1976 – El Paso City (#1)
- 1977 – Adios Amigo (#5)

Singlar (topp 5 på Billboard Hot Country Songs)
- 1952 – "I'll Go on Alone" (#1)
- 1953 – "I Couldn't Keep from Crying" (#5)
- 1956 – "Singing the Blues" (#1)
- 1957 – "Knee Deep in the Blues" (#3)
- 1957 – "A White Sport Coat" (#1 dessutom #2 på Billboard Hot 100)
- 1957 – "The Story of My Life" (#1)
- 1958 – "Just Married" (#1)
- 1958 – "She Was Only Seventeen (He Was One Year More)" (#4)
- 1959 – "El Paso" (#1 och #1 på Billboard Hot 100)
- 1960 – "Big Iron" (#5)
- 1961 – "Don't Worry" (#1 och #3 på Billboard Hot 100)
- 1961 – "It's Your World" (#3)
- 1962 – "Devil Woman" (#1)
- 1962 – "Ruby Ann" (#1)
- 1963 – "Begging to You" (#1)
- 1964 – "The Cowboy in the Continental Suit" (#3)
- 1965 – "Ribbon of Darkness" (#1)
- 1966 – "The Shoe Goes on the Other Foot Tonight" (#3)
- 1967 – "Tonight Carmen" (#1)
- 1968 – "I Walk Alone" (#1)
- 1969 – "It's a Sin" (#5)
- 1970 – "My Woman, My Woman, My Wife" (#1)
- 1970 – "Padre" (#5)
- 1976 – "El Paso City" (#1)
- 1976 – "Among My Souvenirs" (#1)
- 1977 – "Adios Amigo" (#4)

## Racing
Robbins var en hängiven beundrare av motorsport. Han tävlade själv sporadiskt i Nascars högsta serie 1966-1982 i sammanlagt 35 race med sex Top-tio-placeringar som bästa reultat. Han finansierade motorsporten med pengar från sin framgångsrika musikkarriär. Han körde sitt sista lopp 7 november 1982 på Atlanta International Raceway, endast en månad före sin död.